# Günnün-a-künna
Els günnün-a-künna (el nom s'escriu amb nombroses variacions com gününa-këna, günün-a-këna, guénena-kéne i altres) o Gennakenk són un poble indígena de l'Argentina del grup dels pampes, en el conjunt de cultura maputxe anomenat pueltxe. Se'ls classifica també com el component septentrional dels tehueltxes (o dels kenk). El nom de günnün-a-künna els fou donat el 1945 a Escalada pel cacic Ciriaco Chaquila del paratge Payaniyeo del Chubut, i vol dir "pampes verdaders". Parlen el gününa yájitch.

## Història
A la segona meitat del segle xviii, els maputxes van començar a envair l'oest de la regió pampeana. Els maputxes van usar els noms tehueltxes (chewelche 'gent valenta') i pueltxes (pwelche 'gent de l'est') per a diverses de les ètnies d'aquesta regió de manera una mica inconsistent. D'entre els grups que van denominar pueltxes el més important de la part oriental de la regió pampeana eren els günnün-a-künna. Els günün-a-künna van ocupar especialment els marges dels grans rius del nord patagó, i es van estendre pels territoris al nord del Chubut fins a la província de Río Negro, incursions que van continuar cap al sud de l'actual província de Buenos Aires i cap al sud-est de la província de la Pampa.
Després d'aquests esdeveniments van arribar les campanyes d'extermini promogudes per colons blancs, que volien les terres de la Patagònia i Terra de Foc. Les guerres decisives contra els nòmades de la regió van ser les guerres de la Pampa, dutes a terme per l'exèrcit argentí contra maputxes i patagons entre 1879 i 1883. Després de l'enfonsament de la resistència indígena es va produir la colonització per part de colons blancs. Els processos derivats d'aquesta colonització van portar als diversos grups ètnics a la vora de l'extinció; vivien en comunitats aïllades i disperses, principalment a la conca mitjana i superior del riu Negro i a la conca del riu Limay. El límit sud el formava el riu Senguerr, on només ocasionalment van arribar els günün-a-künna. De 1898 en endavant es van crear moltes reserves, la majoria de les quals van ser reclamades pel govern en la dècada de 1960, tot i que encara en queden dues. Aquestes reserves no eren prou àmplies perquè la població indígena pogués continuar la seva manera de vida tradicional com caçadors, la qual cosa va portar als indígenes a buscar feines mal pagades com a mà d'obra en granges properes.
L'àrea geogràfica pròpia dels günün-a-künna es va anar reduint constantment, després de l'època de les missions jesuítiques en què van anar abandonant les zones situades al nord de la conca del riu Negro. Els últims parlants van desaparèixer cap a 1960. Alguns dels seus descendents viuen dedicats a la cria de cabres al centre-nord de la província de Chubut. En la dècada de 1950 Rodolfo Casamiquela va recollir un vocabulari, al costat de cançons i oracions en aquesta llengua, obtingut d'alguns ancians pueltxes, que és la base del coneixement actual de l'idioma.
Al final del segle xviii els diferents grups pueltxes havien estat delmats per les pestes i epidèmies i els supervivents estaven molt aculturats pels maputxes, de manera que al segle xix els pueltxes eren un grup mixogènic constituït bàsicament per hets (encara que molt maputxitzats o araucanitzats culturalment) amb elements descendents principalment dels günün-a-künna o gennakenk.